# Chasanja
Chasanja (ros. Хасанья) – wieś w Rosji, w Kabardo-Bałkarii, w okręgu miejskim Nalczyku. W 2010 liczyła 10 829 mieszkańców.

## Urodzeni
- Ismaił Musukajew - zapaśnik.